# Xim trenzado
Genre
Espèce
Xim trenzado, unique représentant du genre Xim, est une espèce d'araignées aranéomorphes de la famille des Linyphiidae.

## Distribution
Cette espèce est endémique du Chiapas au Mexique. Elle se rencontre vers Unión Juárez et Motozintla.

## Description
Le mâle holotype mesure 1,68 mm et la femelle paratype 1,73 mm, les mâles mesurent de 1,49 à 1,68 mm et les femelles de 1,57 à 1,91 mm.

## Publication originale
- Ibarra-Núñez, Chamé-Vázquez & Maya-Morales, 2021 : « A new spider genus (Araneae: Linyphiidae: Erigoninae) from a tropical montane cloud forest of Mexico. » European Journal of Taxonomy, no 731, p. 97-116 (texte intégral).